# Cithare (Grèce antique)
Pour l’article homonyme, voir Cithare.

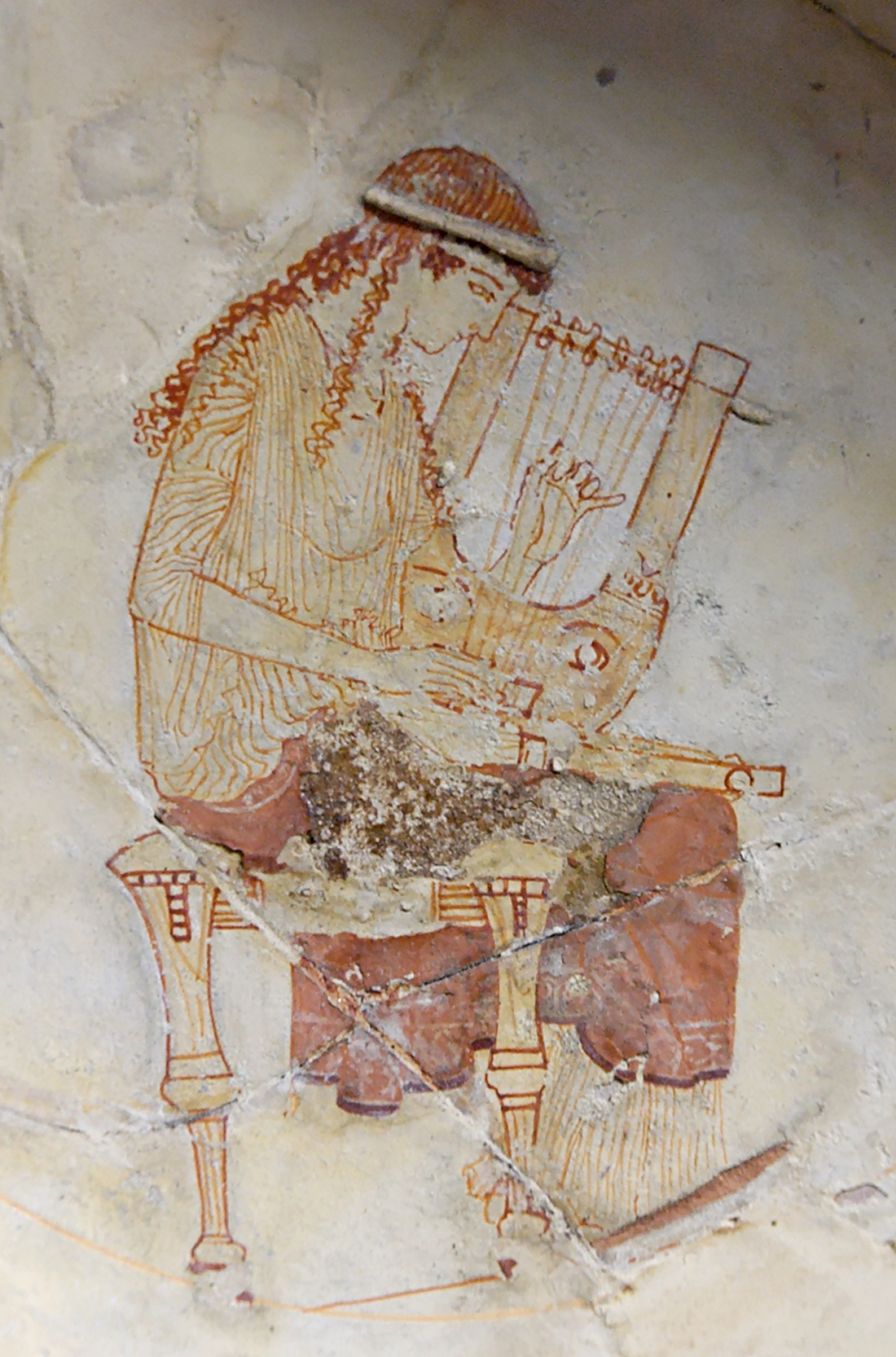
Muse accordant deux cithares. Détail de l'intérieur d'une coupe attique à fond blanc, vers 470-460 av. J.-C. Provenance : Érétrie

La cithare (en grec ancien κιθάρα / kithara) est un instrument de musique de la Grèce antique, proche de la lyre.
La cithare, en grec ancien κιθάρα ou κίθαρις, est une sorte de lyre perfectionnée. Mais selon Jacques Chailley : « Il n'est pas certain (...) que la cithare soit un perfectionnement de la lyre, car son existence est attestée longtemps avant. [...] Homère, qui connaît la cithare et son dérivé la phorminx, ne parle jamais de la lyre ; l'archéologie semble aboutir à une conclusion similaire. » La lyre et la cithare sont étroitement associées au culte d'Apollon, c'est l'instrument le plus répandu en Grèce. La lyre fut toujours l’instrument privilégié des amateurs, la cithare était surtout jouée par des professionnels, notamment lors des concours de musique. Le joueur de cithare seule s'appelle cithariste, κιθαριστής ou « psilocithariste », ψιλοκιθαριστής. Le « citharède », en grec ancien κιθαραοιδός, chante en s'accompagnant de la cithare. La « citharodie », en grec ancien κιθαρῳδία, est l'action de chanter accompagné de la cithare : Héraclide, dans son ouvrage intitulé Recueil des musiciens célèbres, a écrit que la citharodie et la composition citharodique furent inventés par Amphion, fils de Zeus et d’Antiope, qui reçut les leçons de son père.

## Évolution des cordes de la cithare

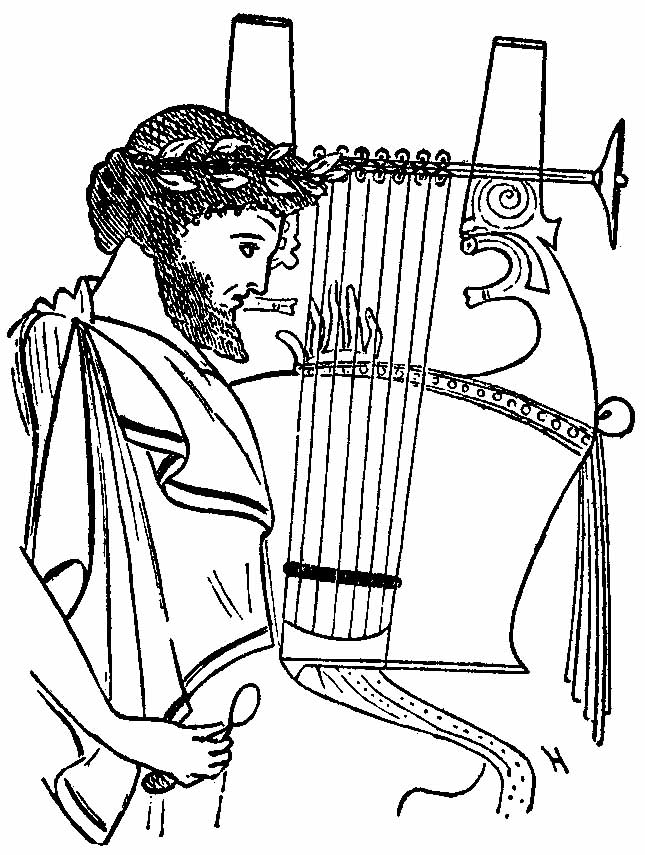
Joueur de cithare.

### Même évolution que la lyre
Au départ, la cithare suivit la même évolution de cordes que la lyre. À ces premières époques, la distinction entre les deux instruments n'est pas très pertinente d'ailleurs, ils se confondent assez souvent.

### Cithare à 9 cordes
Lasos d'Hermione ajouta une neuvième corde vers 500 av. J.-C. (neuf comme les Muses).

### Cithare à 11 cordes
Ion de Chios ou Phrynis de Mytilène ajouta deux cordes supplémentaires vers 420 av. J.-C. (cithare à 11 cordes). Ion de Chios chante dans une élégie :

« Cithare à onze cordes, qui possèdent une gradation de dix intervalles, trident de tétracordes en accord entre eux, autrefois tous les Grecs, taquinant une Muse indigente, faisaient vibrer en toi sept sons en deux tétracordes. »

### Cithare à 12 cordes
À la fin du Ve siècle av. J.-C., Timothée de Milet inventa la lyre à 12 cordes en ajoutant la « proslambanomène », προσλαμϐανομένη sous-entendu χορδή, la corde supplémentaire, c'est-à-dire l'octave grave de la μέση.

### Cithare à 15 cordes

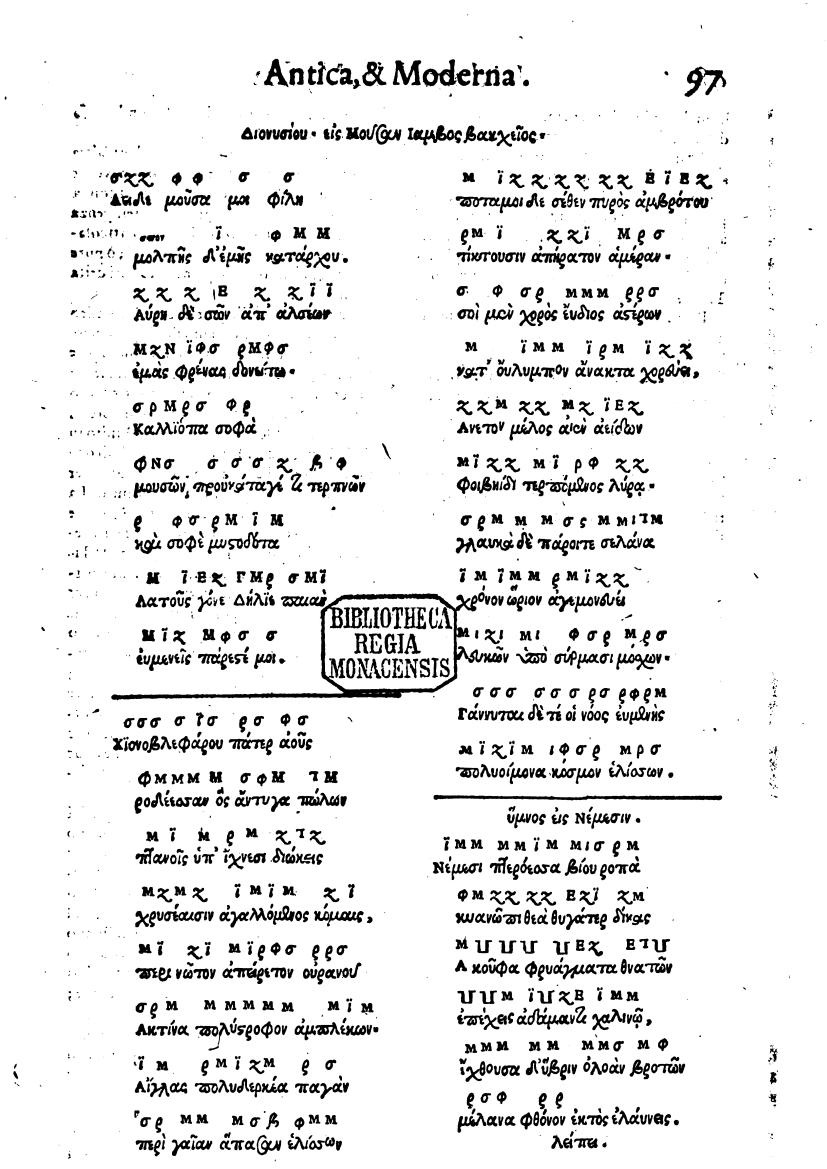
Hymne à Calliope, Hymne au Soleil et Hymne à Némésis, composées par Mésomède de Crète, citharède du Ier siècle de notre ère (dans le Dialogo della musica antica e della moderna de Vincent Galilei).

Plus tard, au IIe siècle apr. J.-C., la cithare compte 15 cordes (sur 2 octaves).

Note 1 = προσλαμϐανομένη

Tétracorde grave :

Note 2 = ὕπατη ὕπατον

Note 3 = παρυπάτη ὕπατον

Note 4 = λίχανος ὕπατον

Note 5 = ὕπατη μέσον

tétracorde moyen :

Note 6 = παρυπάτη μέσον

Note 7 = λίχανος μέσον

Note 8 = μέση (même sens que μέσον)

tétracorde disjoint :

Note 9 = παραμέση

Note 10 = τριτη διεζευγμένων

Note 11 = παρυπάτη διεζευγμένων

Note 12 = νήτη διεζευγμένων

tétracorde aigu :

Note 13 = τριτη ὑπερϐολαîον

Note 14 = παρανήτη ὑπερβολαîον

Note 15 = νήτη ὑπερϐολαîον

### Cithare à 18 cordes
Quelques facteurs d'instruments fabriquèrent un cinquième tétracorde (le τετράχορδον συνημμένων, tétracorde des conjointes), ce qui porta le nombre de cordes de la cithare à 18. Ce système est consacré par les tables d'Alypius (en).

## Variantes de la cithare

### Grande cithare de concert (cithare d'Apollon)

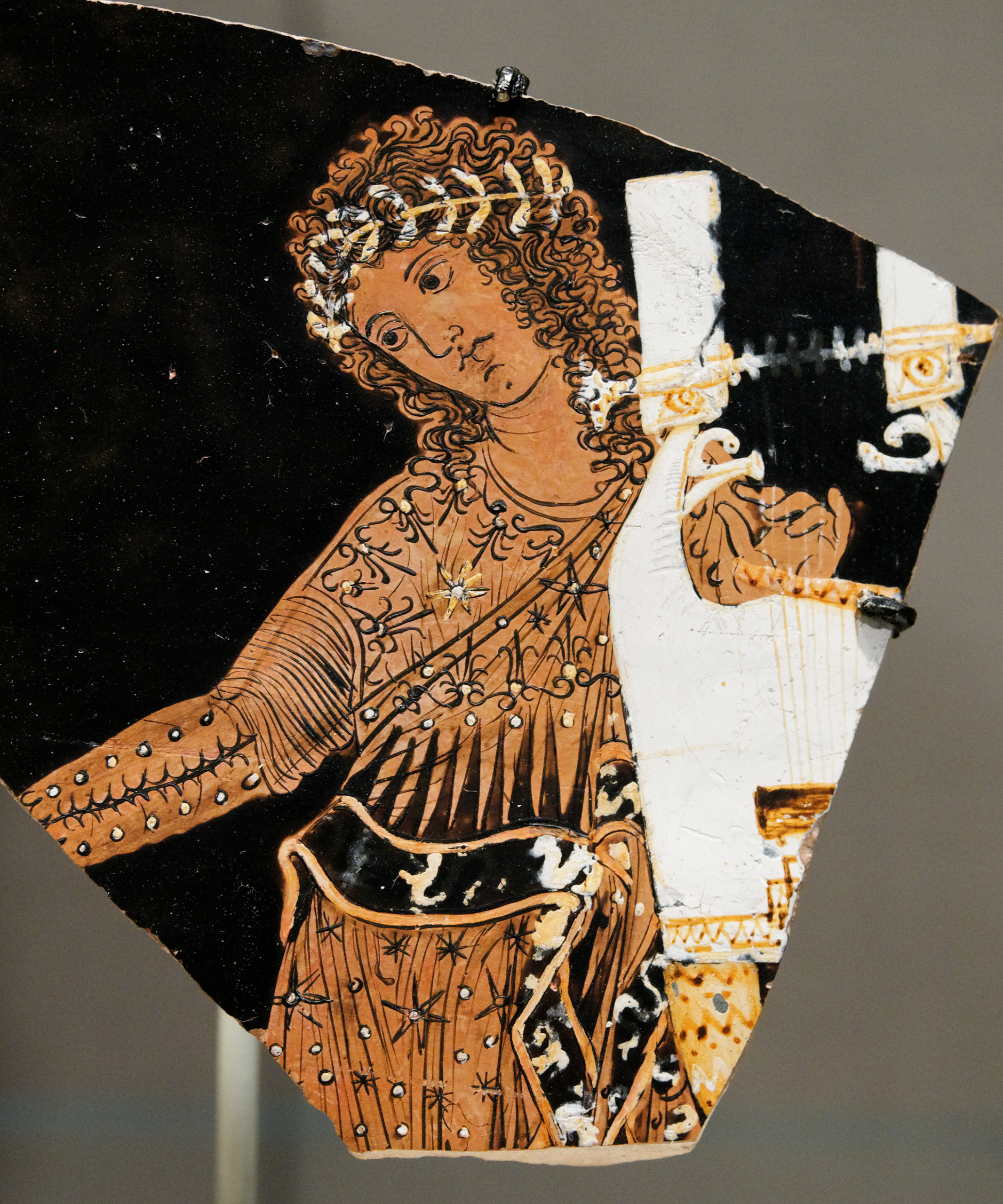
Fragment de cratère représentant Apollon jouant de la cithare de concert, Metropolitan Museum of Art ; 400 av. J.-C..

C'est la plus connue. Son résonateur est une large caisse de bois prolongée par deux bras coudés artistiquement découpés. Sa partie supérieure est souvent en ivoire. La caisse est doublée de lamelles vibrantes en corne ou en cuivre qui renforcent le son, appelées ἠχεῖα et χαλκία. L'exécutant maintenait l'instrument à l'aide d'un baudrier, en grec τελαμών. L'invention de la grande cithare de concert est attribuée à Cépion, un cithariste lesbien, élève de Terpandre. On appelle cette cithare ἀσιάς, asiatique car, venant de Lesbos, elle était considérée comme venant d'Asie. C'est un instrument de grande dimension. Le plus ancien exemplaire figuré se trouve sur la cuirasse trouvée dans le lit du fleuve Alphée, et qui date de la fin du VIIe siècle av. J.-C. Le solo de cithare fut introduit dans les Jeux pythiques en -588.
La caisse de bois présente l'aspect d'un trapèze. Le dos de la cithare est bombé. La base est plane pour permettre de la poser. Les montants se recourbent d'abord (coude), puis se redressent en parallèle (bras) et dépassent largement. Les coudes sont monoxyles avec la caisse, les bras sont ajoutés. Leur partie intérieure est évidée. Une cheville précède généralement le joug qui donne une impression de bec de griffon. Cette cheville permet l'assemblage entre le coude et le bras. La traverse est une baguette cylindrique tangente à la jonction des bras et des coudes. Elle est munie de deux disques aux extrémités. Peut-être servaient-ils, en tournant, à augmenter la tension de toutes les cordes à la fois ? Mais Jacques Chailley dit dans son ouvrage : « On a cru parfois que ceux-ci (les boutons décoratifs) servaient au réglage des cordes, mais cette opinion est abandonnée. »
Dans un article scientifique, Annie Bélis détaille comment, en s'appuyant sur de nombreuses sources, il est possible de reconstruire cet instrument.
Une fable d'Ésope raconte l'ingratitude du métier de joueur de cithare :

« Le joueur de cithare (Κιθαρῳδός) : Un joueur de cithare dépourvu de talent chantait du matin au soir dans une maison aux murs bien plâtrés. Comme les murs lui renvoyaient les sons, il s'imagina qu'il avait une très belle voix, et il s'en fit si bien accroire là-dessus qu'il décida de se produire au théâtre ; mais arrivé sur la scène, il chanta fort mal et se fit chasser à coups de pierres. Ainsi certains orateurs qui paraissaient à l'école avoir quelque talent, ne sont pas plus tôt entrés dans la carrière politique, qu'ils font éclater leur incapacité. »

### Cithare proprement dite ou cithare-berceau

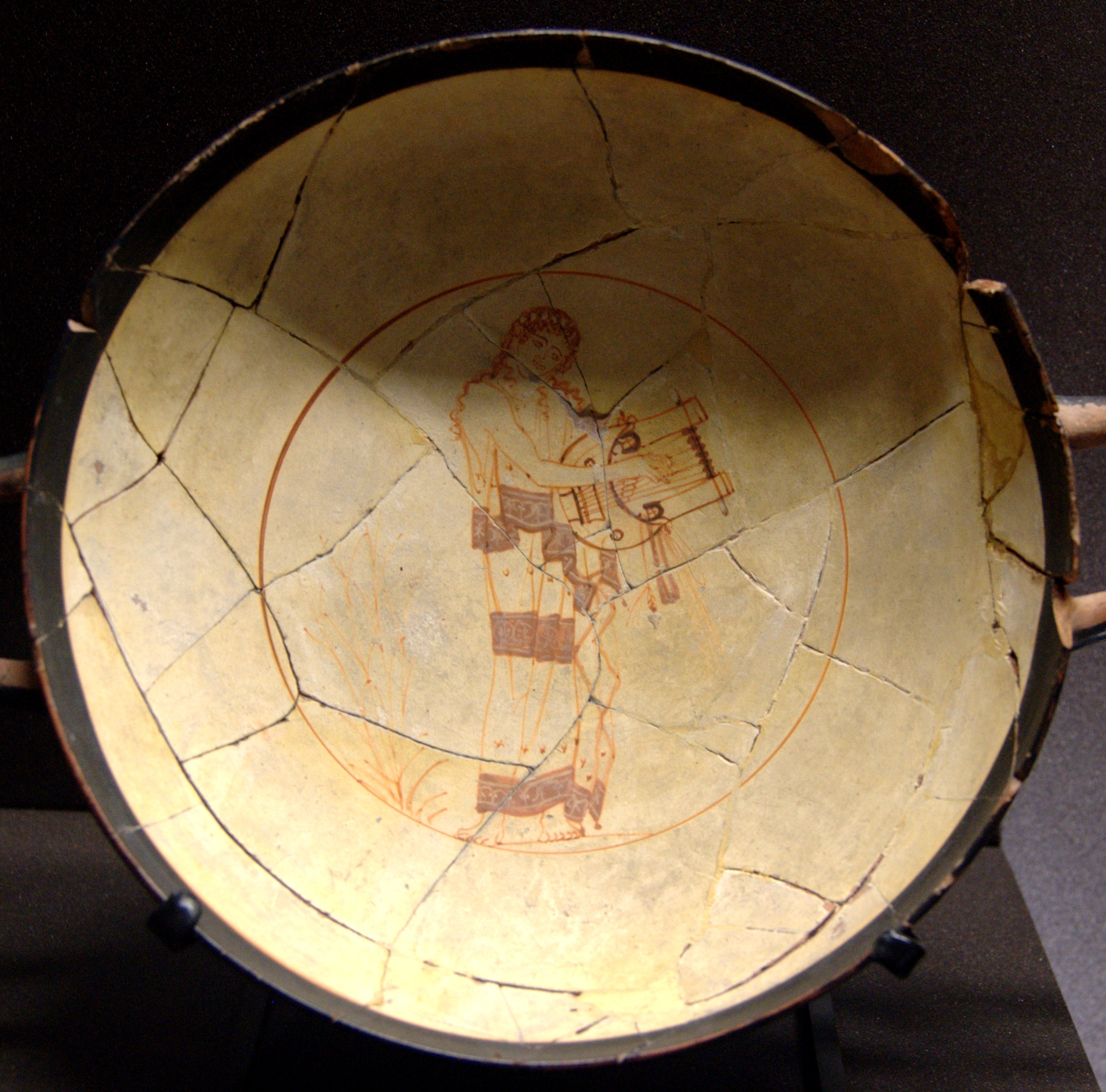
Coupe représentant une Muse jouant de la cithare-berceau. Musée du Louvre ; 470 av. J.-C.

À côté des grandes cithares de concert, existaient des cithares plus modestes. Très souvent les coudes sont absents et donc, les bras viennent directement se ficher dans la caisse qui est généralement de forme arrondie. La cithare-berceau est souvent représentée avec des ouïes latérales. Le nombre de cordes est identique à la lyre, puisqu'ayant le même jeu.

### Cithare thrace
La cithare thrace se reconnaît à son aspect arrondi. Les bras, au lieu d'être droits ou courbés, sont arrondis, et la caisse de résonance à une forme particulière.

### Cithare d'Ankara
Une cithare de très grande dimension, plus haute qu’un homme, a été retrouvée dessinée en relief sur un vase hittite. Elle est représentée posée au sol et jouée par deux exécutants simultanés. Ce vase est exposé au Musée d’Ankara. Par ses grandes dimensions et son poids, il n'est pas facile d'en jouer assis : pour la tenir, les musiciens utilisaient une lanière de cuir.

### Trépied,τρίπους
Instrument de musique d'emploi éphémère, consistant en trois cithares tournantes accordées différemment pour permettre le passage rapide d'une harmonie à l'autre.

### Cithare tardive ou cithare-caisse

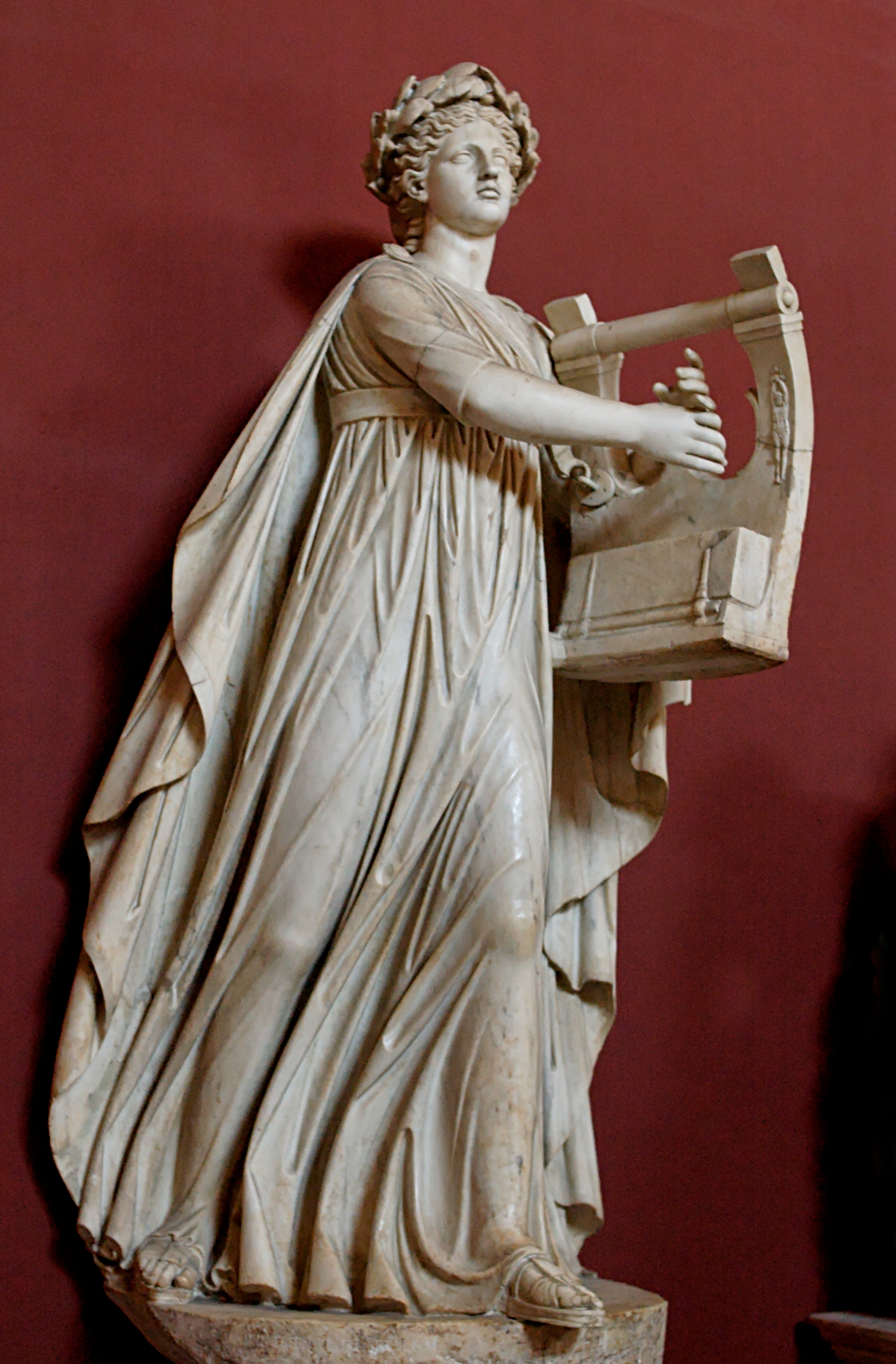
Marbre romain représentant Apollon jouant d'une cithare avec boîte carrée. On voit Marsyas écorché sur le coin droit. Musée du Vatican ; II.

Il existe aussi une forme de cithare, plus tardive, avec les bras fortement concaves et reposant sur une base en forme de grosse boîte carrée. La cithare-caisse date de l'époque alexandrine et romaine.

## Autres caractéristiques de la cithare

### Ornementation
L'ornementation d'une cithare est variée à l'infini, il n'y a pas de règle. Les incrustations sont en or, argent, ivoire, ambre… Les dessins, les gravures étaient partout. Un certain Évanghelos de Tarente se présenta au concours pythique avec une cithare tout en or, incrustée de pierres, avec des gemmes multicolores. On voyait encore ciselées les figures des Muses, d'Apollon et d'Orphée[réf. nécessaire].

### Yeux
Un autre procédé pour favoriser la propagation du son consiste en deux trous ronds dans le résonateur (comme l'ouïe (musique) d'un violon) qui donnent l'impression d'une cithare avec des yeux.